# Aricia agestis
Aricia agestis, la argus parda, es una mariposa de la familia Lycaenidae. Se encuentra en toda la región paleártica, desde el norte hasta el norte de Jutlandia (Dinamarca) y al este hasta Siberia y el Tian Shan.

## Subespecie
- A. a. agestis Europa meridional y central
- A. a. calida Chavignerie Sicilia, Italia, Asia Menor
- A.a. azerbaidzhana Obraztsov, 1935 Transcaucasia, Cáucaso Mayor
- A.a. nazira (Moore, 1865) Darvaz, Pamir occidental, Himalaya noroccidental

## Descripción en Seitz
L. astrarche Bgstr. (= medon Hufn., agetis Schiff., idas Gerh. (?), nazira Moore) (79 k). Arriba similar al anterior, [ L. anteros ] de color marrón oscuro intenso, con mancha discocelular muy marcada, especialmente en el macho. Los ejemplares típicos tienen esta mancha negra y presentan manchas rojas en el margen exterior. Cara inferior con numerosos ocelos, el ala posterior con una mancha pálida desde el ápice de la celda hasta el centro del margen exterior. Desde Escandinavia hasta el Sahara y el norte de la India, y desde las Islas Canarias hasta la isla de Askold en el Pacífico, ascendiendo por las montañas hasta los 10.000 pies (Doherty). —Además de las aberraciones accidentales en las direcciones habituales de variación, se han establecido una serie de formas estacionales y geográficas. Si se considera la cría primaveral de la forma centroeuropea como astrarche, que es típica del nombre, ab. aestiva Stgr. Es el nombre de la segunda cría, que ocurre regularmente en el sur y más raramente en el norte y que conecta a astrarche con calida Bell. (79 k, 80 a) [ A. a. cálida (Bellier, 1862). Este último tiene una parte inferior mucho más oscura, casi marrón café, con una banda más ancha de manchas rojas. Huevo de color verde pálido, aplanado, con la parte superior cóncava y la superficie minuciosamente reticulada (Tutt, Harrison, Gillmer). Larva de color verde claro, con una raya dorsal purpúrea y otra similar a lo largo de los costados, entre ellas manchas pálidas oblicuas; en primavera y verano (en el sur durante todo el año) sobre diversas plantas, como Helianthemum, Centaurea, Erodium, etc. Pupa de color verde amarillento pálido, a veces con una raya dorsal marrón, sobre el suelo o cerca de él. Las mariposas vuelan en mayo y de nuevo a partir de julio, en el sur durante todo el verano hasta el otoño, en varias nidadas. Vuelan por todas partes, en campos, en senderos, en colinas rocosas, incluso en jardines, siempre cerca del suelo y pertenecen a las mariposas más comunes. Durante las horas de vuelo se posan con las alas desplegadas sobre briznas de hierba, flores o terrones de tierra, mientras duermen con las alas cerradas generalmente ocultas bajo las umbelas y las inflorescencias de las gramíneas.

## Aspecto y biología (Gran Bretaña)
Tenga en cuenta que la información sobre esta especie se aplica a Gran Bretaña y algunos detalles pueden no ser consistentes con las especies en otras partes de su área de distribución.
Aunque es uno de los "azules", ambos sexos son de color marrón en la parte superior con una banda de manchas anaranjadas en el borde de cada ala. Se pueden confundir con otras hembras de araña azul, pero el argus marrón nunca tiene escamas azules en la base de las alas como suelen tener otras hembras de araña azul. También podría confundirse con la ave argus parda del norte (Aricia artaxerxes) si no fuera por el hecho de que sus áreas de distribución no se superponen en el Reino Unido, a diferencia de lo que ocurre en Europa continental. La parte inferior tiene el patrón "azul" típico de un color de fondo grisáceo/marrón con manchas negras delineadas en blanco y una fila de manchas anaranjadas a lo largo del borde. El patrón de manchas negras es la mejor manera de distinguir esta especie de las hembras de la mariposa común, la mariposa Chalkhill y la mariposa Adonis, ya que carecen de la mancha negra que se encuentra cerca de la base del ala anterior que está presente en estas tres especies. Esta especie ha experimentado una expansión de su área de distribución en los últimos años y está ampliamente distribuida en el sureste de Inglaterra y la mayor parte de las Midlands, con colonias en Gales y tan al norte como Yorkshire. Estos sitios del norte han sido escenario de mucha confusión en los últimos años con estudios genéticos que analizaron varias colonias para separar las dos especies de Aricia. Hasta hace unos años, se creía que estas colonias del norte eran argus pardos del norte, pero es posible que aún se encuentren más colonias que hayan sido identificadas erróneamente. Al igual que otras aves azules, es común en las tierras bajas calcáreas del sur de Inglaterra, pero también utiliza otros hábitats como claros de bosques, pastizales costeros y brezales. No está estrechamente relacionado con el argus escocés.

## Ciclo de vida y plantas alimenticias
Tenga en cuenta que la información sobre esta especie se aplica a Gran Bretaña y algunos detalles pueden no ser consistentes con las especies en otras partes de su área de distribución.

La jara común (Helianthemum nummularium) es la planta alimenticia preferida en suelos calcáreos. En otros hábitats se utilizan el Geranium molle y el Erodium cicutarium, así como posiblemente otras especies de Geranium. Los huevos se ponen individualmente en el envés de las hojas. Las larvas de lícidos, típicamente parecidas a babosas, son verdes con una línea pálida a cada lado y siempre están acompañadas por hormigas. Hibernan como larvas completamente desarrolladas y pupan en la primavera siguiente. En las colonias del sur hay dos crías al año, con adultos en vuelo en mayo y junio y nuevamente a fines de julio hasta mediados de septiembre, pero más al norte tienen una sola cría y vuelan en junio y julio.

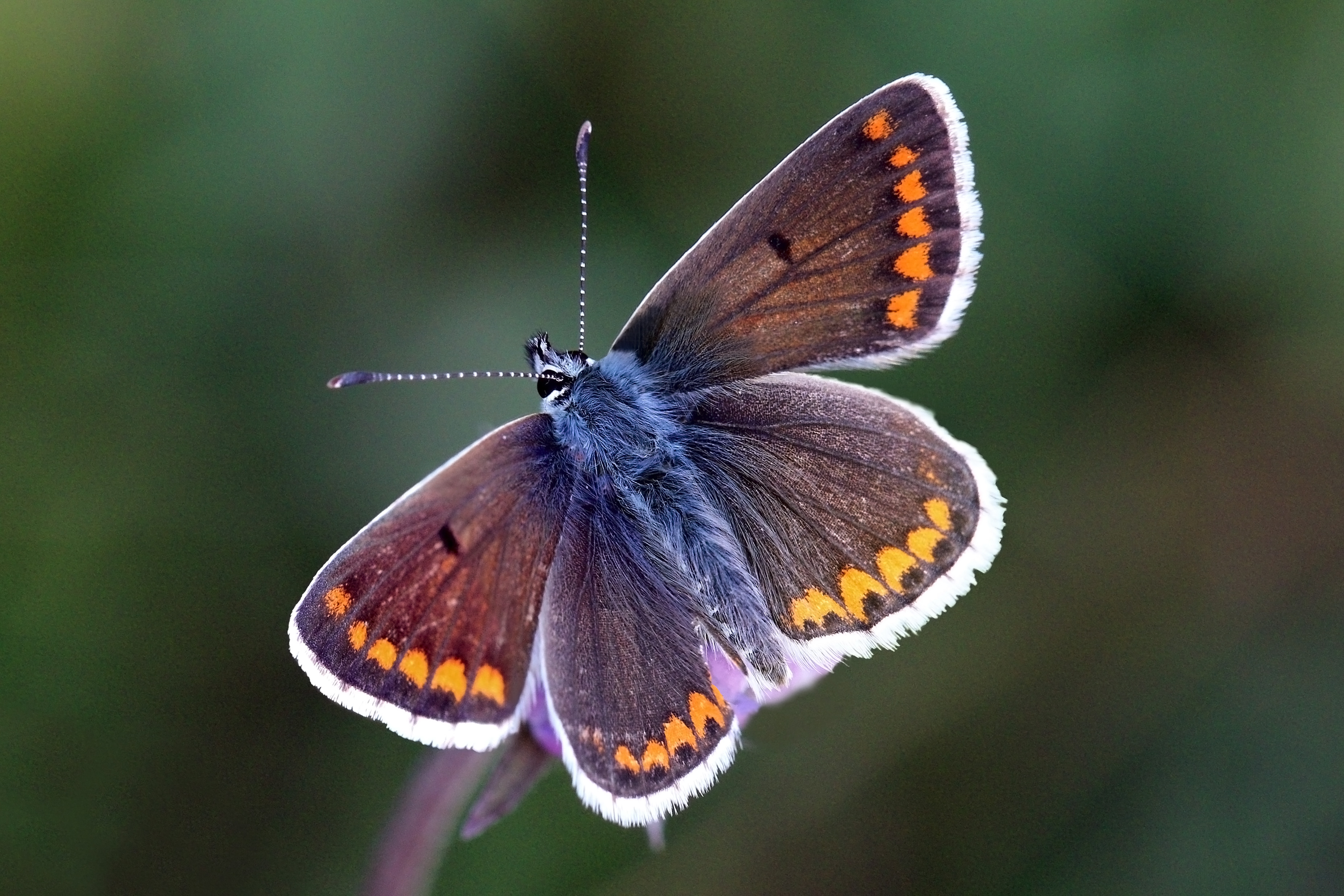
hembra de A. a. agestis, Reino Unido
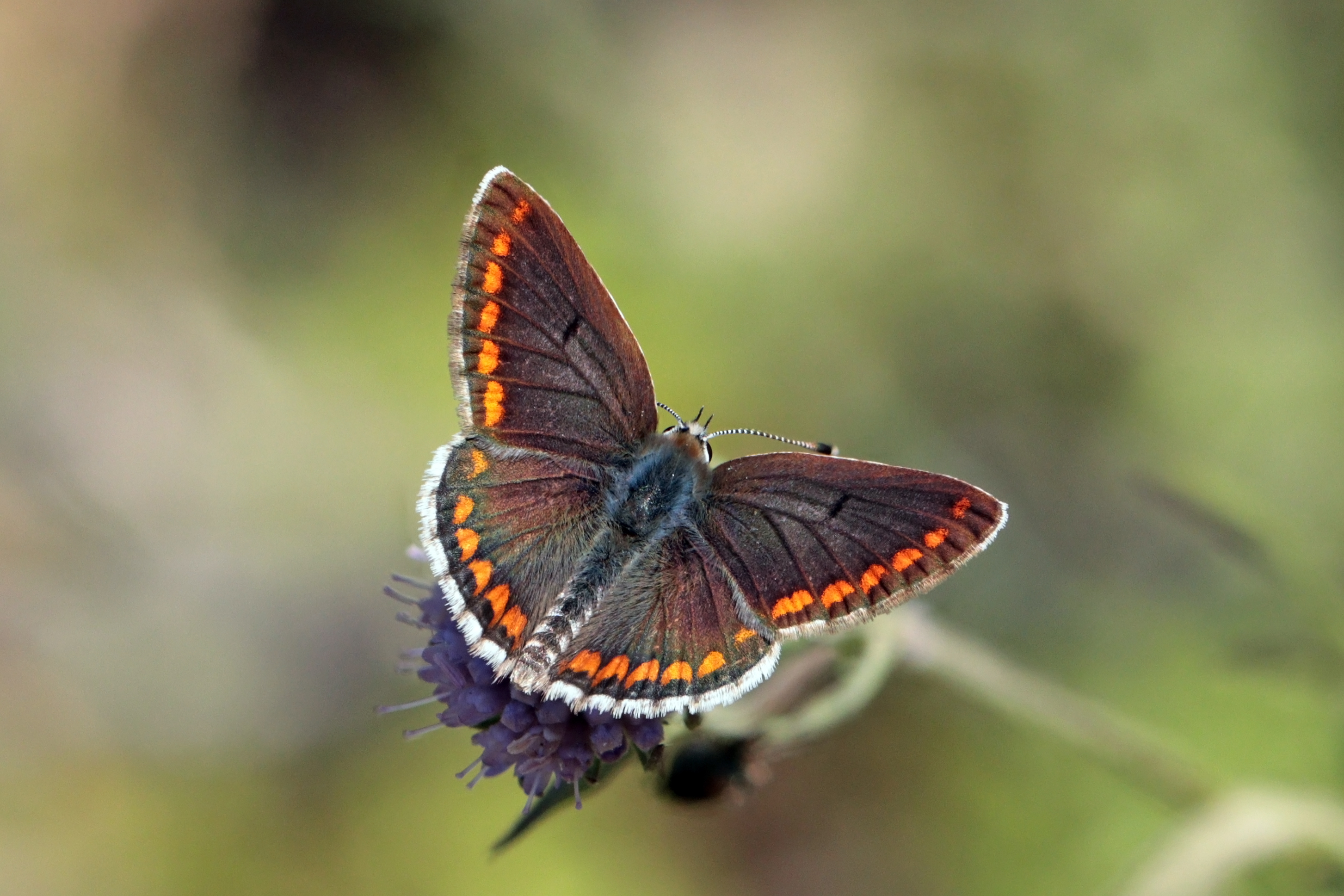
hembra de A. a. calida, Italia
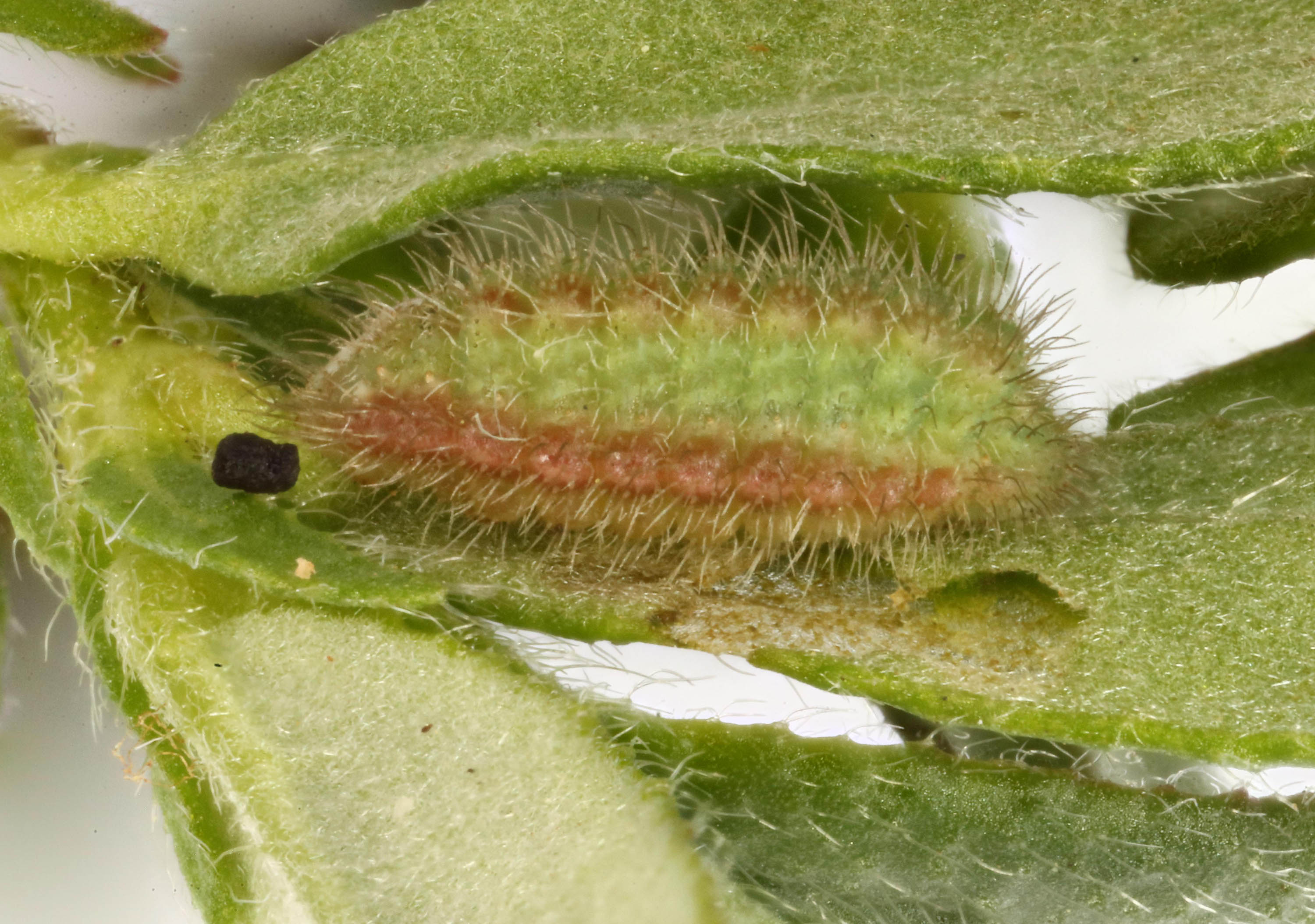
larva